# Villanázar
Villanázar es un municipio de España, situado en la comarca de Benavente y Los Valles, en la provincia de Zamora y la comunidad autónoma de Castilla y León. Tiene una superficie de 18,39 km², con una población de 335 habitantes y una densidad de población de 18,22 hab/km². En el término municipal se encuentran las localidades de Mózar de Valverde y Vecilla de Trasmonte.

## Topónimo
Dice la leyenda que el nombre del pueblo procede de Villa Nazareth, que fue como lo denominaron sus nuevos pobladores una vez que fueron expulsados los árabes de la zona. Existe otra versión que dice que es un pueblo árabe al que un caudillo puso el nombre de Villa de Nazir en honor a un superior.

## Geografía
Integrado en la comarca de Benavente y Los Valles, se sitúa a 62 kilómetros por carretera de la capital provincial. El término municipal está atravesado por la carretera N-525 en el pK 11.
El relieve está caracterizado por el valle del río Tera, que discurre por el oeste del territorio de norte a sur. La altitud del territorio oscila entre los 779 metros, en un páramo situado al noreste, y los 690 metros, en la ribera del río Tera. El pueblo se alza a orillas del arroyo Almucera a unos 710 metros sobre el nivel del mar. 
| Noroeste: Quiruelas de Vidriales | Norte: Quiruelas de Vidriales y Santa Cristina de la Polvorosa | Noreste: Santa Cristina de la Polvorosa |
| Oeste: Micereces de Tera         |                                                                | Este: Santa Cristina de la Polvorosa    |
| Suroeste: Navianos de Valverde   | Sur: Milles de la Polvorosa                                    | Sureste: Santa Cristina de la Polvorosa |

## Historia

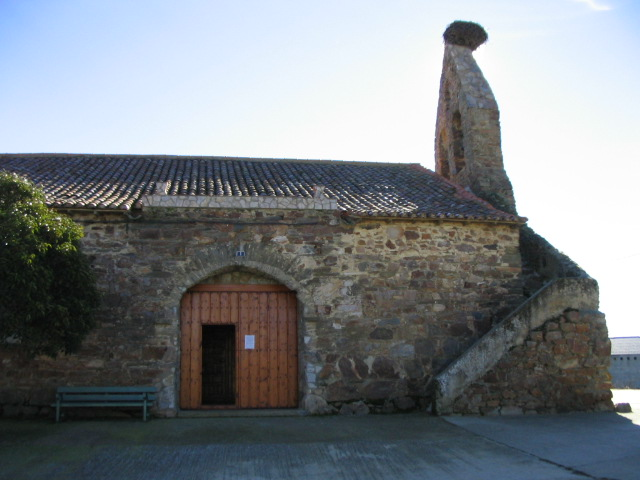
Iglesia de Villanázar.

Durante la Edad Media Villanázar quedó integrado en el Reino de León, siendo en la Edad Moderna una de las poblaciones que formó parte de la provincia de las Tierras del conde de Benavente, encuadrándose dentro de esta en la Merindad de Valverde y la receptoría de Benavente.
Ya en el siglo XIX, al reestructurarse las provincias y crearse las actuales en 1833, Villanázar pasó a formar parte de la provincia de Zamora, dentro de la Región Leonesa, quedando integrado en 1834 en el partido judicial de Benavente.
En torno a 1850, el municipio de Villanázar tomó su configuración actual, al integrar en su seno las localidades de Mózar de Valverde y Vecilla de Trasmonte.

## Geografía humana

### Demografía
Cuenta con una población de 249 habitantes (INE 2024).
| Gráfica de evolución demográfica de Villanázar entre 1842 y 2021 |
| |
| Población de derecho según los censos de población del INE Población de hecho según los censos de población del INEEntre el censo de 1857 y el anterior, crece el término del municipio porque incorpora a 495082 (Mozar) y 495157 (Vecilla de Trasmonte) |

## Cultura

### Fiestas

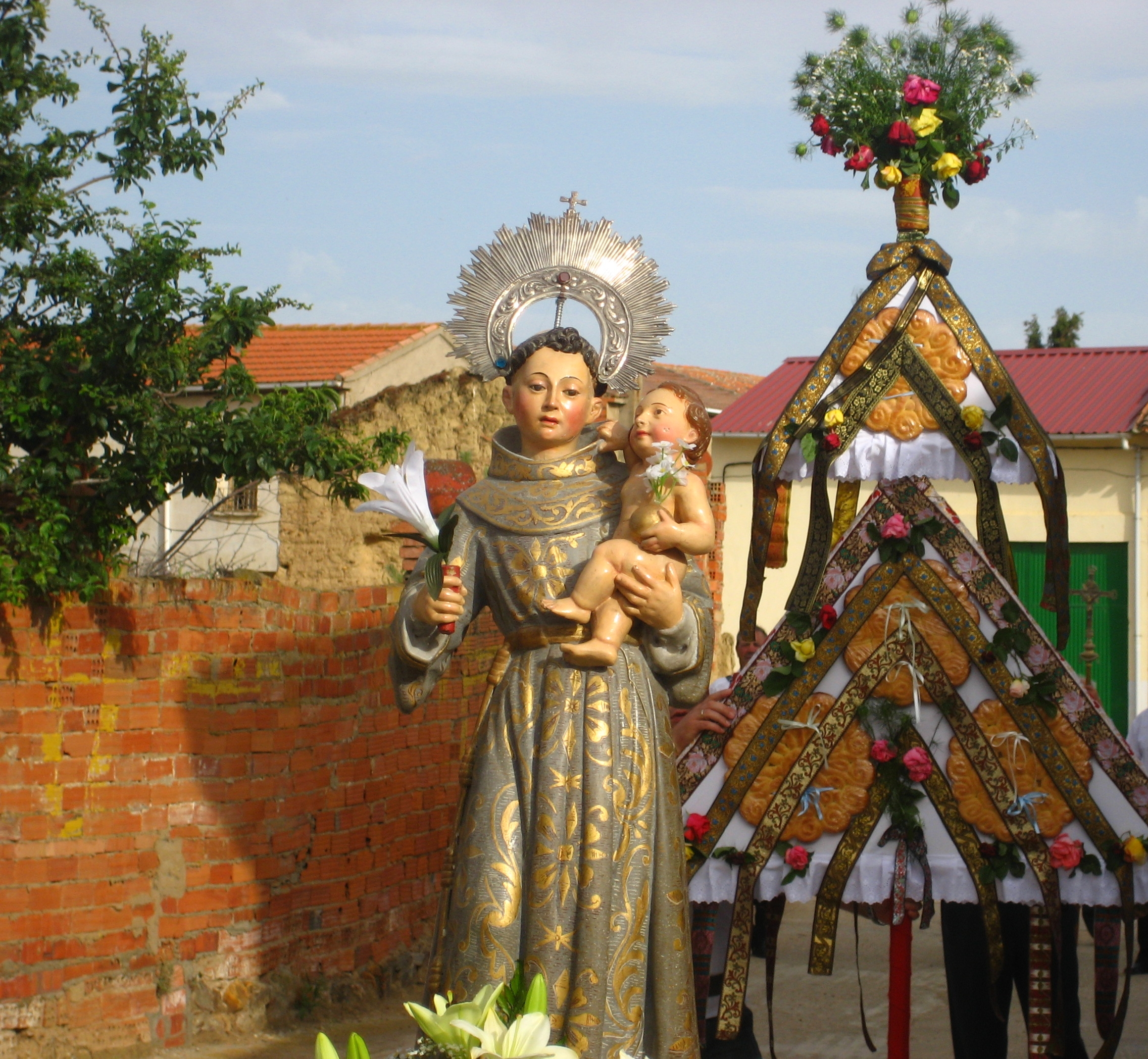
Fiestas de San Antonio, 2009.

San Antonio de Padua (13 de junio) y San Martín de Tours (11 de noviembre)